# نيكولاس غوميز دافيلا
نيكولاس غوميز دافيلا (بالإسبانية: Nicolás Gómez Dávila)‏ هو حكيم ‏ وكاتب وفيلسوف كولومبي، ولد في 18 مايو 1913 في بوغوتا في كولومبيا، وتوفي بنفس المكان في 17 مايو 1994 بسبب مرض قلبي وعائي.